# Cartel electrónico
Un cartel electrónico (conocido también como e-póster) es una imagen estática o animada diseñada para ser colocada en una página de Internet, blog, red social o un correo electrónico. Comúnmente incluyen ambos elementos, texto y gráfico, aunque pueden estar compuestos de solo uno de estos dos elementos. También pueden tener algún tipo de interacción electrónica por medio de animación.
Son diseñados para llamar la atención y transmitir información. Pueden ser usados para muchos propósitos, frecuentemente como anuncios, propagandas, protestas y para lanzar mensajes de todo tipo. También son usados para presentar una obra de arte. Otros tipos son usados para propósitos educativos.
Generalmente son de bajo costo comparados con los carteles impresos, pudiendo ser de cualquier tamaño, en función del monitor o pantalla en que se proyecte.
Son la variante electrónica de un cartel, pues para que una imagen se pueda llamar cartel tiene que ser impreso y colocado en una superficie, además de cumplir con la función de informar o expresar algo.
Los carteles electrónicos cumplen con la función de informar o expresar algo de manera masiva a través de los medios electrónicos; sin embargo, al no ser impresos, no pueden ser llamados carteles. Los e-pósteres, si llegaran a ser impresos, pueden pasar a la categoría de carteles.